# أنور الخطيب
أنور الخطيب (1917 ـ 1993) هو سياسي فلسطيني، كان رئيسًا لبلدية القدس الشرقية في الفترة من 1948 إلى 1950. نفته سلطات الإحتلال الإسرائيلية إلى صفد بعد هزيمة 1967 بتهمة التحريض على العصيان ضد السلطات الإسرائيلية، وكان مستشارًا للوفد الفلسطيني في محادثات السلام سنة 1991.

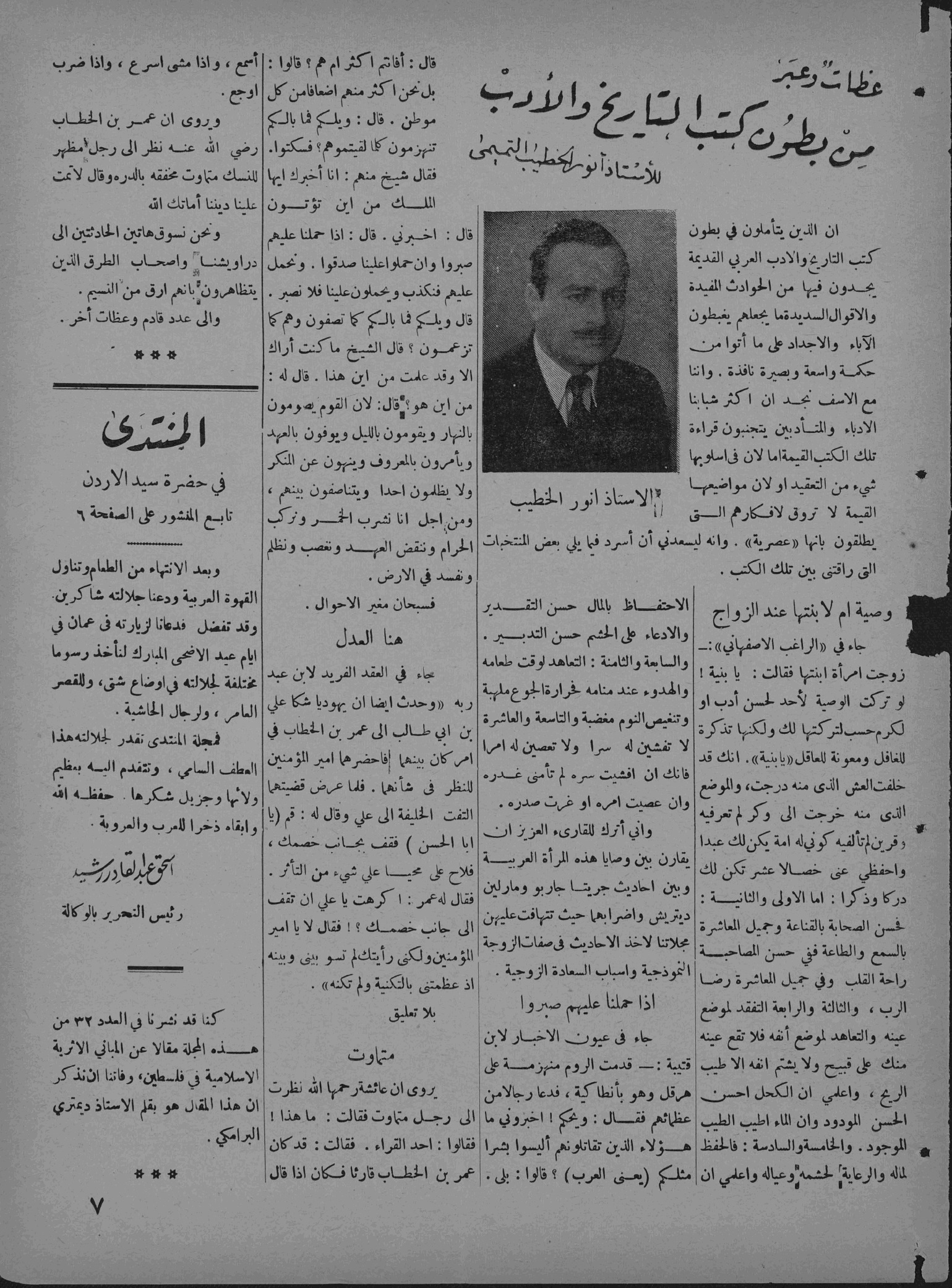
صورة لأنور الخطيب

توفي في القدس الشرقية من جرّاء أزمة قلبية سنة 1993. ودفن بالقدس.

## مسيرته التعليمية
أتم تعليمه الإبتدائي والثانوي في بلده الخليل.

## إنجازاته
حصل أنور على شهادة دبلوم في علم النفس من الكلية العربية بالقدس، ومن ثم حصل على شهادتي الليسانس والدبلوم في القانون، أما بعد عزله من رئاسة بلدية القدس قام بتأسيس مجلة الهدف المقدسية، وبسنة 1989م ألف كتاباً بعنوان «مع صلاح الدين في القدس: تأملات وذكريات».

## مناصبه
بسبب إشتراكه في الثورة الفلسطينية ألقي القبض عليه، فغادر البلاد قاصداً مسقط عاصمة سلطنة عمان، ومكث هنالك بسنوات الحرب العالمية الثانية، ومن ثم عاد إلى القدس بسنة 1945م، وتم تعيينه سكرتيراً عاماً للمجلس الإسلامي الأعلى في فلسطين.
إنتُخب كعضو في الهيئة العربية العليا التي كان يترأسها جمال الحسيني، ومن ثم عين سكرتيراً لجمعية المشروع الإنشائي برئاسة موسى العلمي.
بعد قرار تقسيم فلسطين، قام أنور بقيادة مجموعة المناضلين لحراسة أملاك الأوقاف الإسلامية أمام هجمات العصابات اليهودية. 
أما بسنة 1948م وتحديداً بعد النكبة، تم تعيينه رئيساً لأول بلدية في القدس وبقي بهذا المنصب لمدة سنتين حتى تم عزله لأسباب سياسية.
وبسنة 1951م إنتُخب نائباً عن مدينة القدس للدورة البرلمانية الأردنية حتى سنة 1954م، وإشترك في ثلاث وزارات أردنية، ثم بسنة 1964م تم تعيينه كأول سفير للأردن في القاهرة، ومن ثم محافظاً للقدس حتى سنة 1967م حيث أنها قد سقطت بأيدي القوات الإسرائيلية.
نفته سلطات الإحتلال الإسرائيلية إلى صفد بعد هزيمة 1967م بتهمة التحريض على العصيان ضد السلطات الإسرائيلية، وكان مستشارًا للوفد الفلسطيني في محادثات السلام سنة 1991م.

## وفاته
توفي في القدس الشرقية إثر تعرضه لأزمة قلبية سنة 1993م.